# Torre del Botafocs
La Torre del Botafoc es una torre situada dentro del término municipal de El Vendrell (Tarragona). Fue construida para vigilar las tropas atacantes francesas cuando invadieron Cataluña. Actualmente su estado es muy bueno aunque no se puede visitar.
Esta torre se encuentra junto a la Riera de la Bisbal siendo un lugar privilegiado para enterarse desde donde podían venir las tropas. Además de esta torre, también hay otras en El Vendrell como la Torre del Puig y la Torre del Cintoi, ésta en peor estado.

## Descripción
Es una torre de forma circular construida en el siglo XIX (1874) que tenía una función de defensa. Tiene una altura aproximada de 8 metros y tres niveles: un sótano y dos plantas con aberturas rectangulares largas y estrechas. Estas servían para tres cosas: para tener luz dentro, para mirar sin ser visto y para disparar desde dentro hacia fuera. Estas ventanillas se llaman aspilleras. La puerta está situada en la segunda planta, y se debía acceder por una escalera que posiblemente era de madera y se podía sacar.

## Origen del nombre
Hay quien dice que el nombre Botafoc es porque había habido cañones. En la azotea de la Torre de Botafoc había un cañón que giraba en cualquier dirección, y para encenderlo, había un Botafoc. Un Botafoc es un palo que llevaba la mecha encendida para prender fuego al cañón. Otra versión dice que el nombre de Botafoc proviene del renombre del propietario de la tierra donde se edificó al que la gente llamaba "Viejo Botafoc".